# 서울오금초등학교
서울오금초등학교는 대한민국 서울특별시 송파구 오금동에 있는 공립 초등학교이다.

## 연혁
- 1993년 10월 28일 서울오금국민학교 개교(설립인가 7월 20일)(25학급 편성)
- 1996년 3월 1일 현재 교명으로 변경
- 2002년 9월 1일 정보화센터 개관(도서실, 멀티실, 컴퓨터실, 어학실, 수준별실)
- 2009년 11월 2일 다목적 강당(한누리관) 개관
- 2011년 3월 8일 정문 교체 공사
- 2011년 8월 27일 운동장 차량진입로 공사 및 보도블럭 정비 공사
- 2011년 9월 19일 민간컴퓨터 업체 공개 선정 및 컴퓨터실 보수공사
- 2011년 9월 22일 본관 외벽 보수공사
- 2012년 12월 20일 본관 엘리베이터 공사 완공
- 2017년 2월 1일 화장실 보수공사
- 2017년 9월 18일 도서실 리모델링 개관식
- 2018년 3월 1일 과학실 및 자료실 리모델링, 제2과학실 신설
- 2019년 2월 14일 제25회 졸업식(누계 5867명)
- 2019년 2월 28일 실과실, 돌봄교실 신설
- 2019년 9월 11일 방송실 리모델링 사업 완료
- 2020년 9월 1일 송성심 교장 취임

## 상징
- 교화 - 장미 : 장미는 단정, 용기, 건강을 상징한다.
- 교목 - 은행나무 : 은행나무는 사랑, 열심, 정직을 상징한다.

## 참고 자료
- 서울오금초등학교 - 한국교육학술정보원 학교알리미